# Грюбер, Жак
Жак Грюбер (фр. Jacques Grüber, 25 января 1870, Сюндуз, Франция — 15 декабря 1936, Париж) — французский художник по стеклу, дизайнер, представитель школы Нанси, одного из направлений арт-нуво.

## Биография

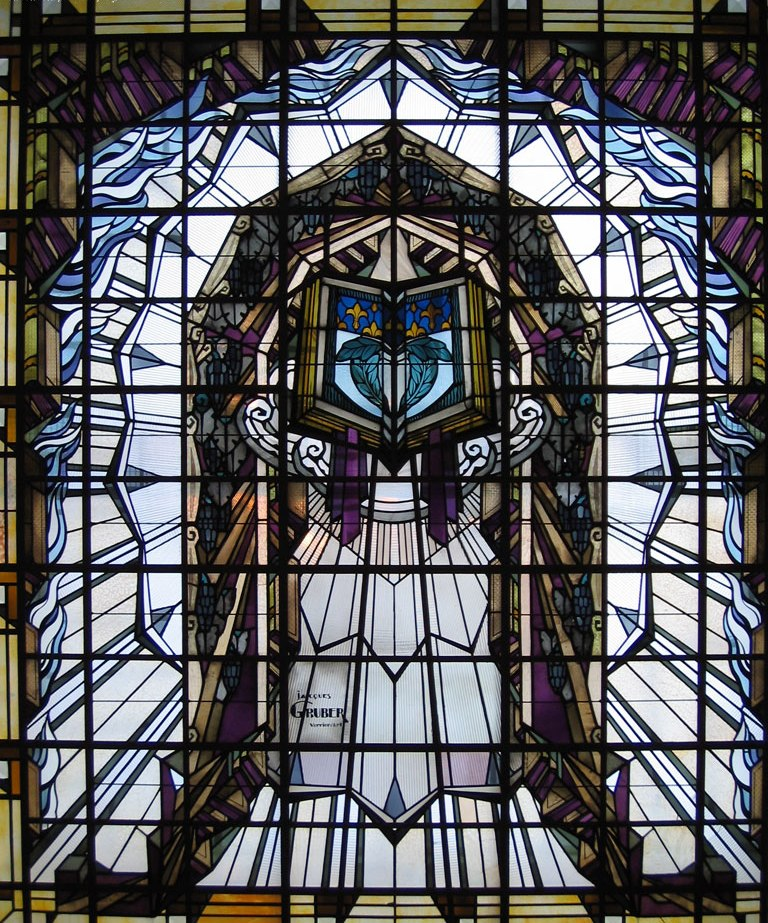
Жак Грюбер. Витраж в читальном зале, Библиотека Карнеги в Реймс

Грюбер родился в Эльзасе, в городке Сюндуз 25 января 1870 года. Начал свою творческую деятельность в Школе изящных искусств в Нанси (ныне Высшая национальная школа искусств Нанси). Получив грант от города, он обучался у Гюстава Моро в Париже. В 1893 году Грюбер вернулся в Нанси и преподавал в Школе изящных искусств. Грюбер занимался декоративными украшениями для ваз стекольной фабрики братьев Дом, мебели Луи Мажореля и обложек книг для Рене Винера. В 1897 году Грюбер создал свою собственную студию, где специализировался на витражах и художественном стекле.
Таким образом, он интересовался всеми приёмами декоративно-прикладного искусства, прежде чем окончательно перейти к искусству художественных витражей в 1900 году. В 1901 году он стал одним из основателей школы Нанси, в которой входил в руководящий комитет. Считается одним из наиболее плодовитых мастеров стеклодувов по витражам в стиле школы Нанси. В 1914 году переехал в Париж, где он основал мастерскую вилла д’Алезиа в 14-м округе.
Среди наиболее известных его работ витражи Торгово-промышленной палаты Нанси, вилла Мажорель, вилла Бержере. Он также изготовил стеклянную крышу галереи Лафайет в Париже. Он принимал участие в украшении океанского лайнера «Иль де Франс», где отвечал за освещение.

## Основные работы

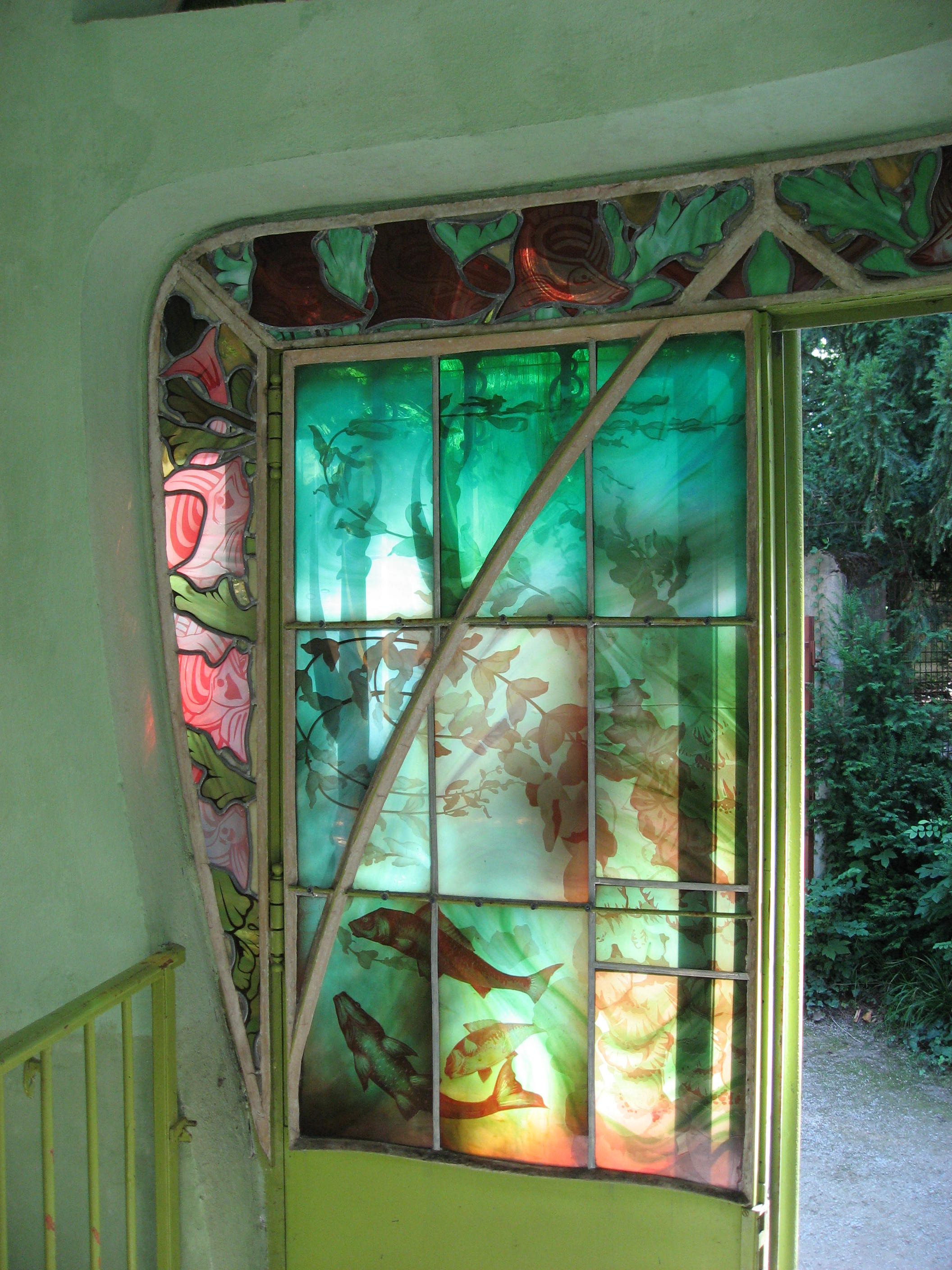
Жак Грюбер. Витраж аквариума музея школы Нанси.

- Музей школы Нанси (витражи консерватории и аквариумов)
- Навес здания банка Credit Lyonnais в Нанси
- Ваза «Тристан и Изольда» (Домское стекло), 1897
- Витражи виллы Мажорель, 1901—1902
- Витражи здания Жорж Бье, 1901—1902
- Витражи здания мэрии Эвиль, 1901—1903
- Окна в доме доктора Поля Жака, 1905
- Витражи Торгово-промышленной палаты Нанси, 1909
- Окна виллы Бержере
- Реставрация мозаики многих церквей Лотарингии, начало XX века (например, церковь Сен-Мартен в Эссе-э-Мезре, церковь в Лиме-Ременовиль)
- Витражи павильон «Нанси и Восток» на выставке декоративных искусств в Париже в 1925 году
- Витражи в лестнице зарегистрированных литейных Понт-а-Муссон SA (Нанси, 1926—1928)
- Витражи церкви Святого Гроба Господня, в Мондидье (Пикардия)
- Витражи церкви в Ансервиллер (Лотарингия)
- Навес библиотеки Карнеги (Реймс)

## Галерея

Витражи Жака Грюбера
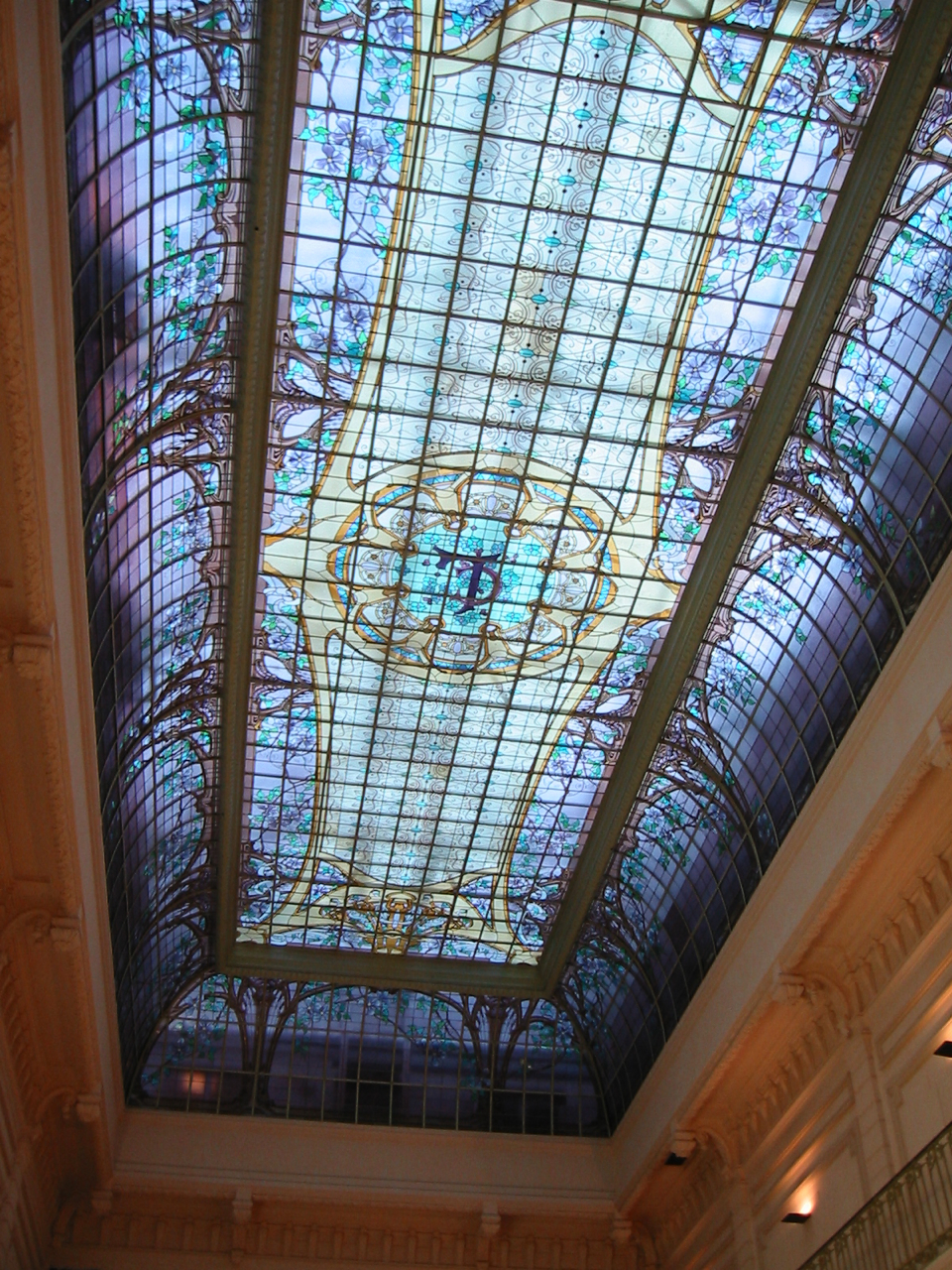
Витраж, Банк Креди Лионн, Нанси, Франция
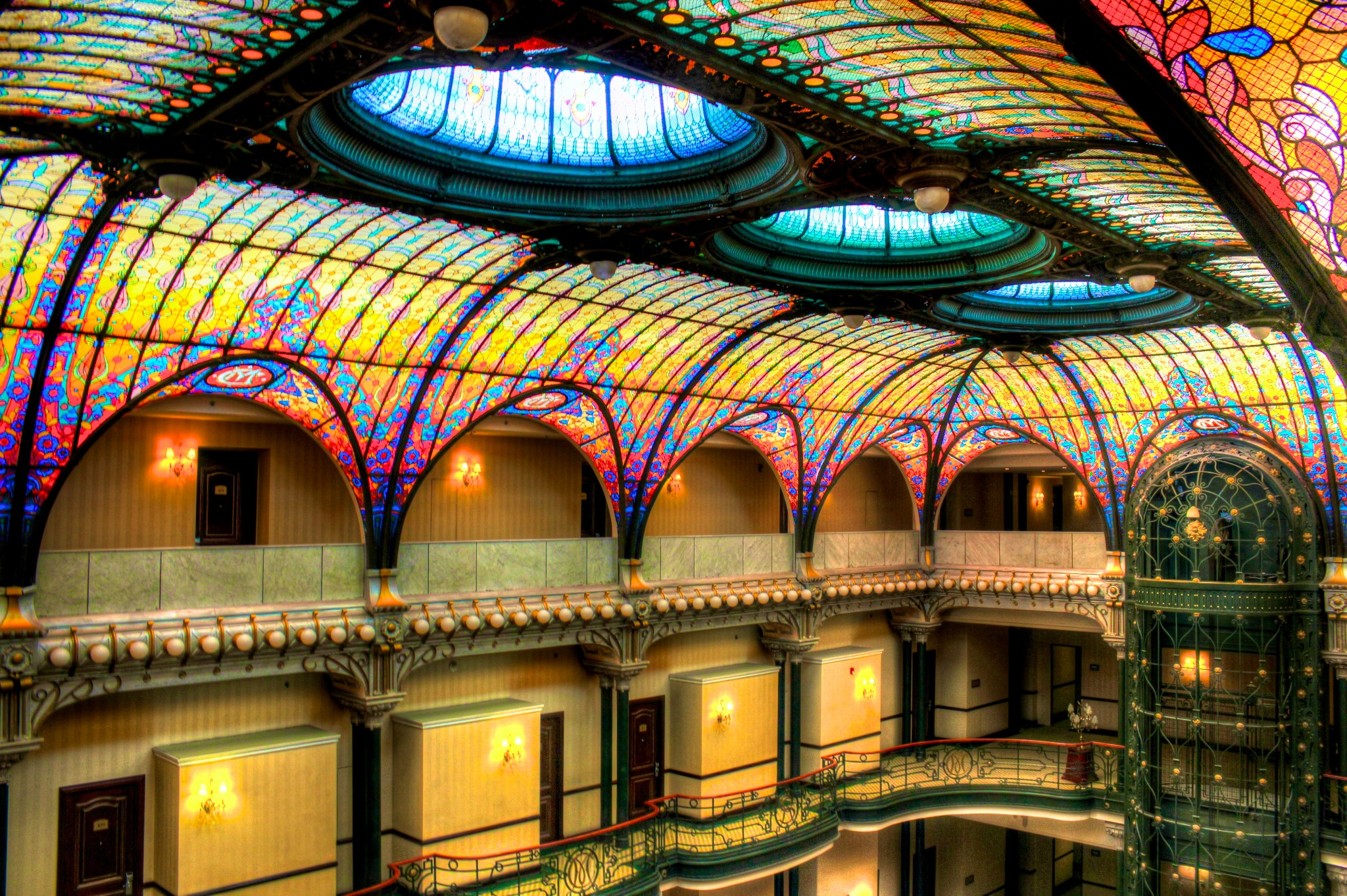
Большой витраж, «Отель Сьюдад» Мехико, Мексика, 1899 год
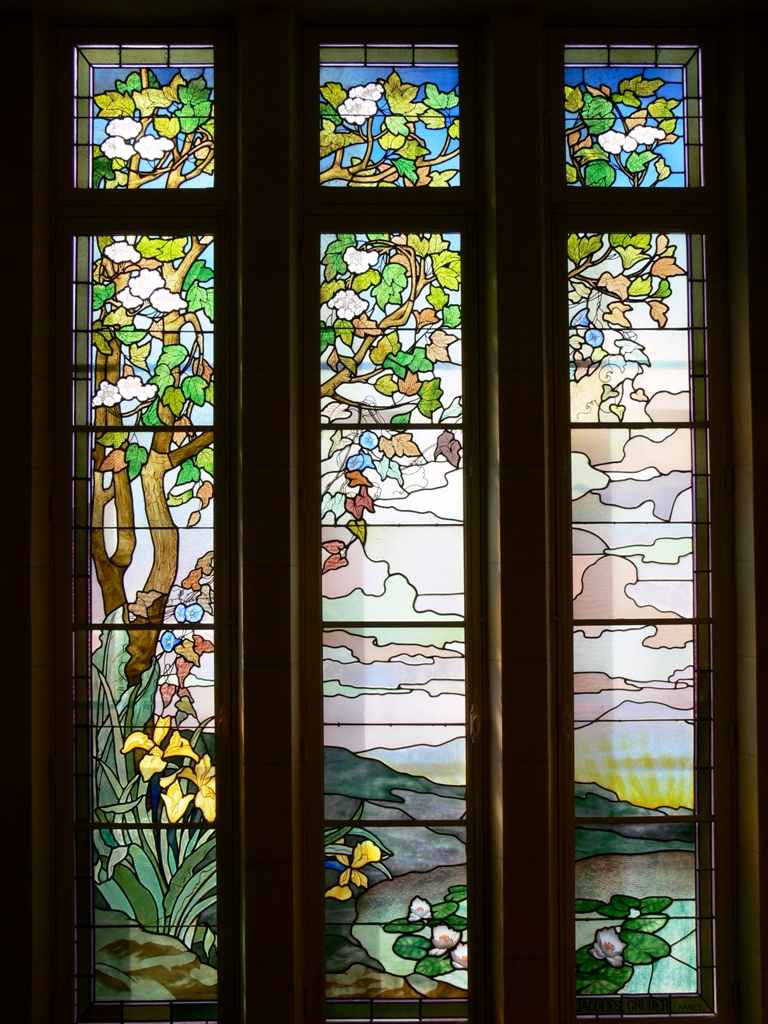
Витраж, Здание мэрии города Эвиль, Франция, 1901 — 1903 годы
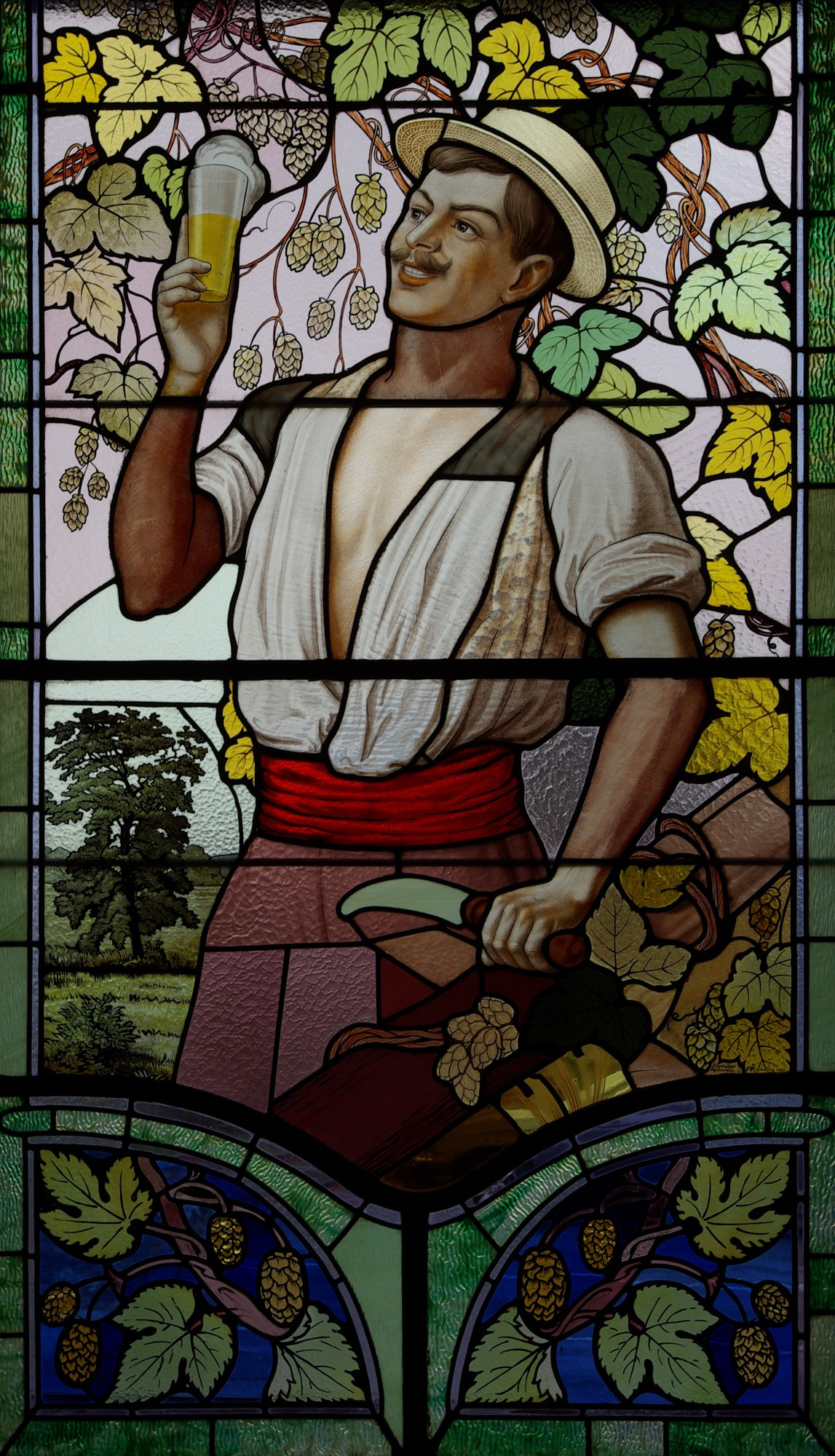
Витраж, Музей пива, Сен-Никола-де-Пор, Франция

## Семья
- Жан-Жак Грюбер — сын, мастер по художественному стеклу
- Франсис Грюбер — сын, художник